# Departement
Een departement is een afdeling, vaak gebruikt om een bepaald gebiedsdeel in een land of afdeling van een vereniging of organisatie mee aan te duiden. Zo wordt de benaming in België ook in het onderwijs gebruikt voor een subfaculteit of vakgroep. Tevens wordt het woord departement gebruikt in het leger om een legeronderdeel mee aan te duiden.

## België
Bij de Vlaamse overheid houden, sedert de hervorming Beter Bestuurlijk Beleid van 2006, de departementen zich voornamelijk bezig met beleidsvoorbereiding, de agentschappen met de uitvoering. Als overkoepelende benaming voor een departement en bijbehorende agentschappen wordt de term ministerie gebruikt. Sinds de Copernicushervorming wordt de term ministerie echter alleen gebruikt voor Vlaamse aangelegenheden; de voormalige federale ministeries worden nu de Federale overheidsdiensten genoemd.

## Nederland
In Nederland worden ministeries aangeduid als departementen.
Nederland kende departementen in die zin (in plaats van de gewesten of provincies die waren afgeschaft) tijdens de Franse Tijd: gedurende de Bataafse Republiek (9 departementen), het Bataafs Gemenebest (8 departementen), het Koninkrijk Holland (9 departementen) en gedurende de inlijving bij het Franse Keizerrijk, begin 19e eeuw.

## Bestuurslaag
Het woord wordt in een aantal landen gebruikt om een lagere bestuurslaag aan te duiden, Frankrijk is hiervan het bekendste voorbeeld. Zie onderstaande links:
- Departementen van Benin
- Departementen van Bolivia
- Departementen van Colombia
- Departementen van El Salvador
- Departementen van Frankrijk
- Departementen van Griekenland

- Departementen van Guatemala
- Departementen van Haïti
- Departementen van Honduras
- Departementen van Niger
- Departementen van Paraguay
- Departementen van Uruguay